# Furcula aeruginosa
Furcula aeruginosa is een vlinder uit de familie tandvlinders (Notodontidae). De wetenschappelijke naam is voor het eerst geldig gepubliceerd in 1873 door Christoph.
De soort komt voor in Europa.